# Nossa Senhora do Socorro
Nossa Senhora do Socorro este un oraș în Sergipe (SE), Brazilia.